# Barymactra burdigalensis
Barymactra burdigalensis is een tweekleppigensoort uit de familie van de Mactridae. De wetenschappelijke naam van de soort is voor het eerst geldig gepubliceerd in 1864 door Mayer.